# 9630 Castellion
9630 Castellion è un asteroide della fascia principale. Scoperto nel 1993, presenta un'orbita caratterizzata da un semiasse maggiore pari a 2,7725372 UA e da un'eccentricità di 0,1542547, inclinata di 2,79294° rispetto all'eclittica.